# Eilema arculifera
Eilema arculifera là một loài bướm đêm thuộc phân họ Arctiinae, họ Erebidae.